# Pohár Ronchettiové
Pohár Ronchettiové (Ronchetti Cup), až do roku 1996 pod oficiálním názvem "Evropský pohár Liliany Ronchettiové", byl každoroční evropskou soutěží ženských basketbalových klubů. Soutěž byla pořádána Evropskou basketbalovou federací FIBA od sezóny 1971/72 až do sezóny 2001/02. Jednalo se o druhou nejvyšší soutěž v evropském ženském basketbale, po Poháru mistrů evropských zemí (později přejmenovaném na Euroligu žen). Od sezóny 2002/03 byl Pohár Ronchettiové přejmenován na EuroCup žen (EuroCup Women), formát soutěže se však nikterak nezměnil.

## Liliana Ronchettiová a evropský basketbal
Liliana Ronchettiová začala hrát basketbal v italském klubu Ginnastica Comense 1872, kde působila v letech 1946–1955. S týmem získala čtyři italské tituly. V letech 1955–1973 hrála za různé italské kluby. Za italský národní tým odehrála 83 zápasů, účastnila se několika evropských šampionátů. Kariéru ukončila v 45 letech v roce 1973. O pouhý rok později zemřela na rakovinu. FIBA uctila její památku tak, že její jméno použila v názvu druhé nejvyšší evropské ženské klubové soutěže – ženský Pohár vítězů pohárů nesl od roku 1974 název Evropský pohár Liliany Ronchettiové (od roku 1996 zkráceně Pohár Ronchettiové).

## Výsledky Poháru Ronchettiové
| Rok     | Místo (pro jeden zápas) | Vítěz                    | Finalista                | 1. zápas          | 2. zápas          |
| 1971/72 | -                       | Spartak Leningrad        | Voždovac                 | 84-63             | 86-61             |
| 1972/73 | -                       | Spartak Leningrad        | Slavia VŠ Praha          | 64-55             | 76-37             |
| 1973/74 | -                       | Spartak Leningrad        | GAES Sesto San Giovanni  | 68-58             | 57-65             |
| 1974/75 | -                       | Spartak Leningrad        | BK Levski Sofia          | 64-59             | 79-54             |
| 1975/76 | -                       | Slavia VŠ Praha          | Industromontaža Záhřeb   | 68-51             | 73-78             |
| 1976/77 | Řím                     | Spartak Moskevská oblast | Miňor Pernik             | 97-54             | 97-54             |
| 1977/78 | Chaskovo                | BK Levski Sofia          | Slovan ChZJK Bratislava  | 50-49             | 50-49             |
| 1978/79 | Jambol                  | BK Levski Sofia          | BK Marica Plovdiv        | 70-69             | 70-69             |
| 1979/80 | Pernik                  | Montmontaža Záhřeb       | BK Marica Plovdiv        | 82-76             | 82-76             |
| 1980/81 | Řím                     | Spartak Moskevská oblast | Montmontaža Záhřeb       | 95-63             | 95-63             |
| 1981/82 | Linec                   | Spartak Moskevská oblast | Kralovopolská Brno       | 89-68             | 89-68             |
| 1982/83 | Mestre                  | BSE Budapešť             | Spartak Moskevská oblast | 83-81 (2. prodl.) | 83-81 (2. prodl.) |
| 1983/84 | Budapešť                | SS Bata Rome             | BSE Budapešť             | 69-59             | 69-59             |
| 1984/85 | Viterbe                 | CSKA Moskva              | SISV Bata Viterbo        | 76-64             | 76-64             |
| 1985/86 | Barcelona               | ŽBK Dynamo Novosibirsk   | BSE Budapešť             | 81-58             | 81-58             |
| 1986/87 | Wittenheim              | Daugava Riga             | B.F. Deborah Milan       | 87-80             | 87-80             |
| 1987/88 | Athény                  | Dynamo Kyjev             | B.F. Deborah Milan       | 100-83            | 100-83            |
| 1988/89 | Florencie               | CSKA Moskva              | B.F. Deborah Milan       | 92-86             | 92-86             |
| 1989/90 | -                       | Parma Primizie           | Jedinstvo Aida Tuzla     | 79-54             | 71-77             |
| 1990/91 | -                       | Gemeaz-Cusin Milan       | Como Jersey              | 94-76             | 58-69             |
| 1991/92 | -                       | Estel Vicenza            | Trogylos Priolo          | 78-67             | 76-69             |
| 1992/93 | -                       | Lavezzini Basket Parma   | TS Olimpia Poznaň        | 91-62             | 71-70             |
| 1993/94 | -                       | Ahena Cesena             | Lavezzini Basket Parma   | 78-65             | 66-68             |
| 1994/95 | -                       | CJM Bourges              | Lavezzini Basket Parma   | 56-47             | 56-53             |
| 1995/96 | -                       | Tarbes GB                | Basket Alcamo            | 81-63             | 82-63             |
| 1996/97 | -                       | CSKA Moskva              | Lavezzini Basket Parma   | 72-54             | 71-59             |
| 1997/98 | -                       | Gysev Šoproň             | ASPTT Aix-en-Provence    | 70-65             | 72-70             |
| 1998/99 | -                       | Caja Rural Las Palmas    | A.S. Ramat-Hasharon      | 72-79             | 64-54             |
| 1999/00 | -                       | Lavezzini Basket Parma   | Caja Rural Las Palmas    | 64-60             | 63-56             |
| 2000/01 | -                       | Famila Schio             | Botas SK                 | 75-73             | 87-70             |
| 2001/02 | -                       | Famila Schio             | Tarbes GB                | 73-69             | 77-74             |